# Теодемунд
Теодемунд — король свевов в Галисии (теперь западная Испания и северная Португалия) в конце V века или начале VI века.

## Биография
Правление Теодемунда относится к так называемому «тёмному веку» в истории свевов, совершенно не освещённому в исторических источниках. Известно только, что короли свевов в тот период придерживались арианского вероисповедания.
Предположение о существовании Теодемунда основано на документе XII века, упоминавшего правление этого короля между Ремисмундом и Теодомиром. Поскольку этот документ содержит перечень диоцезов характерный для VII века (время короля Вамбы), предполагается, что он скопирован с более раннего протографа.